# 吉爾貝·莫捷·德·拉法葉
吉爾貝·莫捷·德·拉法葉（法語：Gilbert Motier de La Fayette，[ʒilbɛʁ mɔtje də la fajɛt]，1380年—1462年2月22日），拉法葉、蓬吉博、艾耶斯、內伯薩、聖羅曼與蒙泰德熱拉勛爵。曾在英法百年戰爭期間擔任法國元帥。

## 生平

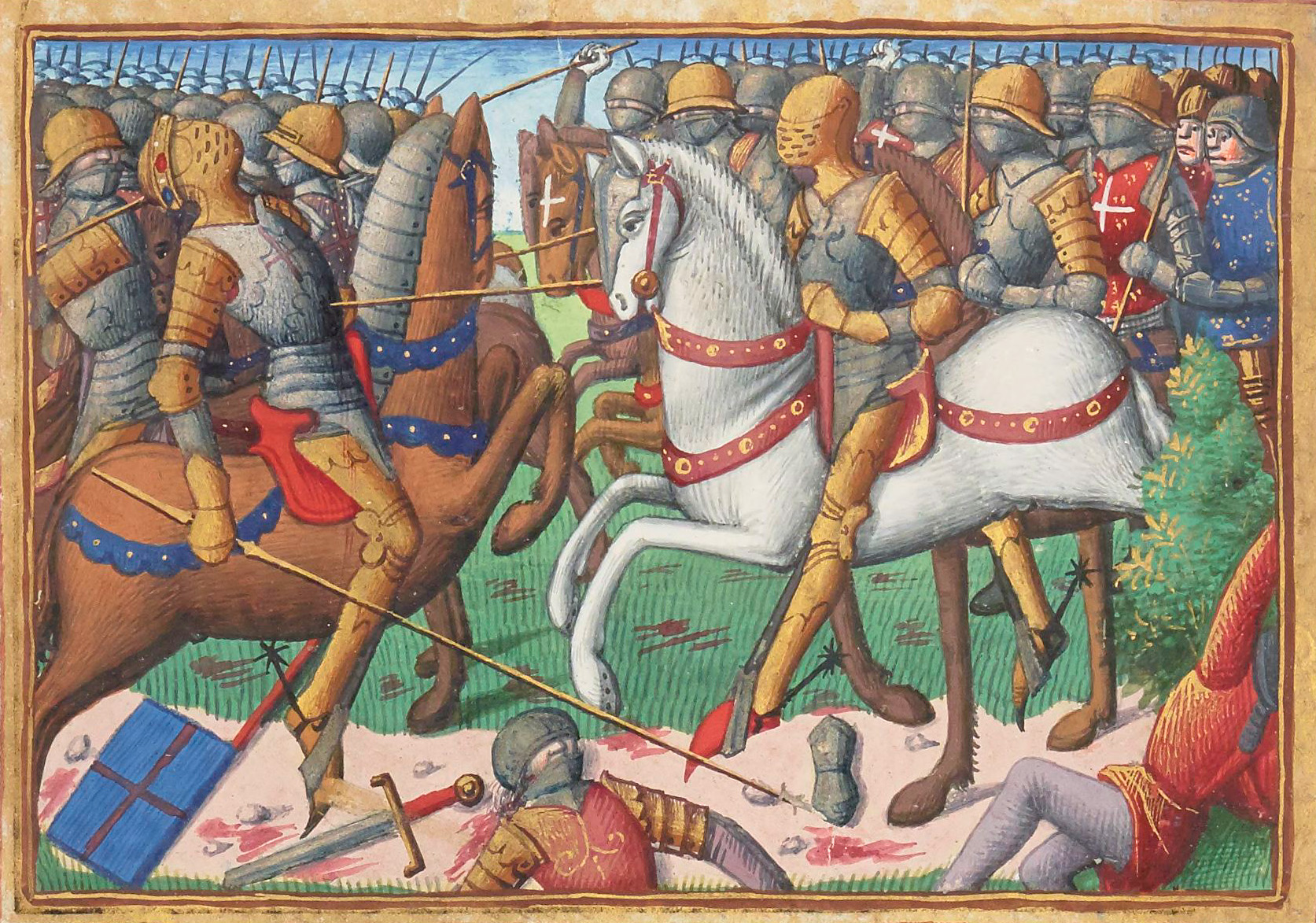
博熱戰役

拉法葉的徽章與其座右銘「何不?」（Cur non?）

吉爾貝·莫捷·德·拉法葉出生於1380年，在波旁公爵路易二世的宮廷中成長。拉法葉在義大利服務於元帥暨熱那亞總督讓·勒邁格雷旗下。然而總督戰敗於威尼斯人手下，幾經周折後熱那亞從法蘭西獨立，1409年拉法葉回到法蘭西，成為波旁總管，服務於波旁公爵讓一世旗下。
1407年，由於阿馬尼亞克派領袖奧爾良公爵遭到勃艮第派暗殺，法蘭西爆發內戰。波旁公爵成為阿馬尼亞克派的堅定支持者，拉法葉也在1413年與1415年間隨同公爵對抗勃艮第派。不久，勃艮第派與英格蘭同盟，英國趁勢入侵法國，導致百年戰爭後半階段爆發。拉法葉被晉升為法國中將，前往在朗格多克與吉耶讷地區對抗英軍，並在羅亞爾河谷擊退英格蘭─勃艮第聯軍的侵略。
1420年，拉法葉被任命為多菲內總督與法國元帥，全心抵抗英軍入侵，並在多場著名戰役中立下戰功，其最具代表性的戰役是1422年的博熱戰役，拉法葉和時任法蘭西王室統帥的蘇格蘭軍指揮官約翰·斯圖亞特共同指揮法蘭西─蘇格蘭聯軍打敗英軍，殺死了英格蘭王子克拉倫斯公爵。兩年後，英軍在韋納伊戰役為克拉倫斯公爵進行復仇之戰，法軍慘敗而拉法葉也被俘虜，但很快就被釋放。
英軍不斷深入法蘭西領土，包圍了法蘭西中心的大城市奧爾良。1429年，聖女貞德出現於法王宮廷，號召法國人挺身解救奧爾良，拉法葉率領了300人加入貞德，成功地解放奧爾良之圍，隨後又和她在帕提戰役擊潰英軍，並且一路跟隨貞德來到蘭斯參與了法王查理七世的加冕典禮，典禮後拉法葉獲邀加入法蘭西大議會，成為法蘭西宮廷裡的重臣，除了在1430年遭喬治·德·拉·特雷穆瓦耶的惡意誣陷外，拉法葉一生都受到法蘭西王室的喜愛。
1435年，查理七世和勃艮第公爵好人菲利普在阿拉斯談判，結束了長達30年的內戰，雙方簽署了阿拉斯條約，拉法葉也成為了條約簽署人之一。
接下來的十多年間，百年戰爭進入較為緩和的狀態，法軍利用機會在查理七世的領導下進行一系列的改革，拉法葉也參與其中，他創立了一系列的軍事基地機制，將當時橫行法蘭西的強盜集團鎮壓下來。改革完成後，法軍發動大規模的反攻收復領土，拉法葉在1449年間從英軍手中收復諾曼第地區。同年10月19日，他接受埃德蒙·蒲福獻出盧昂市投降。幾年後法軍幾乎完全收復法蘭西領土，百年戰爭也終於結束。
拉法葉於1462年2月23日在奧弗涅逝世，葬於拉謝斯迪約修道院。他的墓碑上用義大利文刻有「優點」（Merito）一詞，是他的名字莫捷（Motier）的重組字。

## 家庭
拉法葉的父親是威廉·莫捷·拉法葉，是拉法葉勛爵及贝里公爵约翰手下的騎士。母親是蓬特吉博女士，瑪格麗特·凱瑟琳·布朗·杜·佩欣。
拉法葉有一名兄弟巴塞洛繆，拉武特希亞克修道院長，以及兩名姊妹：阿佳耶與吉貝蒂。
拉法葉有兩任妻子，第一任是蒙蒂斯的多菲妮（1400年─1423年），在1420年成婚。第二任是茹瓦厄斯的珍妮 (1405年─1466年)在1423年1月15日成婚。珍妮育有九個孩子：
- 夏爾（1425年–1486年），拉法葉勛爵。1449年在盧昂圍城戰受封騎士。1466年指揮50人長槍隨從。1468年參與三級會議，1480年成為法王的幕僚與內務大臣。
- 安托內（1426年–1480年），波蒂翁─沃克勛爵，法王路易十一世的參謀與內務大臣。1470年成為羅克─塞維爾隊長，1486年擔任諾內特隊長。
- 弗朗索瓦（1427年生）。
- 讓（1430年–1490年），聖約翰騎士團成員。
- 路易（1431年生），里昂伯爵的詠禱司鐸。
- 凱瑟琳（1432年–1484年），德布洛男爵雨果·德·紹維尼（1410年–1468年）之妻，他們的兒子雷諾·德·紹維尼是拉謝斯德約修道院長（1465年–1491年）。
- 安妮（1434年生），莫伯克與蒙特雷阿勛爵弗朗索瓦·德·莫伯克之妻
- 耶妮（1435年生）。
- 吉爾貝四世（1440年–1527年），聖羅曼領主。1474年到1486年間是法王路易十一世與查理八世的門客。1490年成為查理八世的管家。吉爾貝和波利尼亞克的伊薩博結婚。他們的兒子安托內（1474年–1531年）在1515年成為法蘭西炮兵大團長。

拉法葉另有一名私生女路意絲（1456年逝世），1419年和耶罕·德·拉羅歇成婚，耶罕在1424年韋納伊戰役中戰死，得年22歲。